# Filip Bandžak
Filip Bandžak (Pardubice, 10 settembre 1983) è un baritono ceco.

## Biografia
Filip Bandžak è nato a Pardubice nel 1983 e nel 1959 debutta nel ruolo di Paggio in Rigoletto nel Teatro Nazionale di Praga. All’età di nove anni entra a far parte del coro di voci bianche della Filarmonica di Praga. Nel 1993 appare per la prima volta da solista a Berlino e a Varsavia. Vince il suo primo concorso nel 1998 al “European Grand Prix” a Tolosa in Spagna. Nel 2005 ha studiato all’Università russa di arti teatrali a Mosca.
Nel 2008 ha ricevuto il premio speciale per la migliore interpretazione di una composizione vocale in lingua cinese al Concorso internazionale cinese di musica vocale a Ningbo.
Nel 2009 ha ricevuto secondo premio al Concorso Internazionale di Canto “Maria Callas” a Atene.
Nel 2009 debutta Marcello ne La bohème all’Opera di Pilsen. Nel 2010 appare come Belcore ne L'elisir d'amore al Teatro dell'Opera di Budapest.

## Riconoscimenti
- The Golden Europea Award – 2013